# Arnault Pfersdorff
 (octobre 2023).
Il peut être nécessaire de l'améliorer pour respecter le principe de neutralité de point de vue. Veuillez consulter la page de discussion pour plus de détails.

Compléments
Site internet: www.pfersdorff.fr
http://www.pediatre-online.fr
Arnault Pfersdorff, né à Nancy, est un pédiatre réanimateur français, ancien interne des hôpitaux et ancien chef de clinique des universités. Il est également écrivain et le fondateur de la plateforme de téléconseil pédiatrique pediatre-online.

## Biographie
Arnault Pfersdorff passe les dix premières années de sa vie au Maroc. En 1962, la famille s’installe à Strasbourg.Il fait ses études à la faculté de médecine de l'université de Strasbourg. Il exerce en hôpital et en libéral.
Ancien président National des Internes des Hôpitaux de CHU (ISNIH) en 1984-1985
Ancien président des Chefs de Clinique Assistant des Hôpitaux Universitaires de Strasbourg 1985-1989
Ancien président des pédiatres du bas-rhin
Ancien président des pédiatres exerçant la réanimation
En 1994 il crée un blog dans lequel il distille régulièrement des conseils aux parents.
En 2016, face au constat de parents angoissés et des services d'urgence surchargés il crée et lance la première plateforme française de téléconseil en pédiatrie, pediatre-online , qui vise à orienter le diagnostic et à rassurer les parents. La plateforme a reçu l'appui du Conseil national de l'Ordre des médecins. 10 000 visiteurs uniques s'y rendent chaque jour.
Depuis 2018, Arnault Pfersdorff  est également chroniqueur pour Maison des Maternelles.

## Œuvres

### Ouvrages scientifiques
- 2021  Votre Enfant - 0 à 16 ans , Nouveau Guide des parents, Editions Hatier
- 2020  140 jeux d'éveil pour préparer son enfant à la Maternelle- 0-3 ans , Editions Hatier

- 2018 Mon enfant n'est pas propre[7], Éditions Hachette
- 2018  Mon enfant ne dort pas, Éditions Hachette
- 2018  Mon enfant ne mange pas, Éditions Hachette
- 2019  Bébé Premier mode d'emploi  Nouvelle édition, Éditions Hachette
- 2006 Éthique et pédiatrie, Éditions L'harmattan

### Romans
- 2018  Henniker , roman, Editions Moissons Noires [8]
- 2013 La Femme Sans Ombre, roman, Éditions Verger
- 2013  La tentation du vide , roman , Éditions Publibook
- 2010  Le-Chambriste, roman , Éditions Publibook
- 2006 Loubna, roman, Éditions Publibook
- 2002 Le destin tragique d'Henriette, roman , Éditions Publibook